# Gnophosema palumba
Gnophosema palumba är en fjärilsart som beskrevs av Bran 1938. Gnophosema palumba ingår i släktet Gnophosema och familjen mätare. Inga underarter finns listade i Catalogue of Life.